# China Open 2014 - Qualificazioni singolare maschile
Le qualificazioni del singolare maschile del China Open 2014 sono state un torneo di tennis preliminare per accedere alla fase finale della manifestazione. I vincitori dell'ultimo turno sono entrati di diritto nel tabellone principale. In caso di ritiro di uno o più giocatori aventi diritto a questi sono subentrati i lucky loser, ossia i giocatori che hanno perso nell'ultimo turno ma che avevano una classifica più alta rispetto agli altri partecipanti che avevano comunque perso nel turno finale.

## Teste di serie
1. Tejmuraz Gabašvili (qualificato)
2. Martin Kližan (qualificato)
3. Simone Bolelli (ultimo turno)
4. Malek Jaziri (ultimo turno)

1. Michail Kukuškin (qualificato)
2. Matthew Ebden (primo turno)
3. Filip Krajinović (primo turno)
4. Máximo González (primo turno)

## Qualificati
1. Tejmuraz Gabašvili
2. Martin Kližan

1. Peter Gojowczyk
2. Michail Kukuškin

## Tabellone

### Legenda
| - Q = Qualificato - WC = Wild card - LL = Lucky loser | - ALT = Alternate - SE = Special Exempt - PR = Protected Ranking | - w/o = Walkover - r = Ritirato - d = Squalificato |

### Sezione 1
|  | Primo turno | Primo turno        | Primo turno        | Primo turno | Primo turno |  |  | Ultimo turno | Ultimo turno       | Ultimo turno       | Ultimo turno | Ultimo turno |  |
|  |             |                    |                    |             |             |  |  |              |                    |                    |              |              |  |
|  | 1           | Tejmuraz Gabašvili | Tejmuraz Gabašvili | 6           | 6           |  |  |              |                    |                    |              |              |  |
|  | WC          | Wang Chuhan        | Wang Chuhan        | 1           | 2           |  |  | 1            | Tejmuraz Gabašvili | Tejmuraz Gabašvili | 7            | 6            |  |
|  |             | Ričardas Berankis  | Ričardas Berankis  | 6           | 6           |  |  |              | Ričardas Berankis  | Ričardas Berankis  | 63           | 2            |  |
|  | 7           | Filip Krajinović   | Filip Krajinović   | 4           | 2           |  |  |              |                    |                    |              |              |  |

### Sezione 2
|  | Primo turno | Primo turno      | Primo turno | Primo turno | Primo turno |  |  | Ultimo turno | Ultimo turno     | Ultimo turno     | Ultimo turno | Ultimo turno |  |
|  |             |                  |             |             |             |  |  |              |                  |                  |              |              |  |
|  | 2           | Martin Kližan    | 4           | 7           | 6           |  |  |              |                  |                  |              |              |  |
|  | WC          | Gao Xin          | 6           | 67          | 1           |  |  | 2            | Martin Kližan    | Martin Kližan    | 6            | 6            |  |
|  |             | Somdev Devvarman | 6           | 7           | 6           |  |  |              | Somdev Devvarman | Somdev Devvarman | 2            | 1            |  |
|  | 6           | Matthew Ebden    | 7           | 5           | 2           |  |  |              |                  |                  |              |              |  |

### Sezione 3
|  | Primo turno | Primo turno     | Primo turno     | Primo turno | Primo turno |  |  | Ultimo turno | Ultimo turno    | Ultimo turno    | Ultimo turno | Ultimo turno |  |
|  |             |                 |                 |             |             |  |  |              |                 |                 |              |              |  |
|  | 3           | Simone Bolelli  | Simone Bolelli  | 6           | 6           |  |  |              |                 |                 |              |              |  |
|  | WC          | Yang Tsung-hua  | Yang Tsung-hua  | 2           | 4           |  |  | 3            | Simone Bolelli  | Simone Bolelli  | 3            | 4            |  |
|  |             | Peter Gojowczyk | Peter Gojowczyk | 6           | 7           |  |  |              | Peter Gojowczyk | Peter Gojowczyk | 6            | 6            |  |
|  | 8           | Máximo González | Máximo González | 4           | 65          |  |  |              |                 |                 |              |              |  |

### Sezione 4
|  | Primo turno | Primo turno      | Primo turno      | Primo turno | Primo turno |  |  | Ultimo turno | Ultimo turno     | Ultimo turno     | Ultimo turno | Ultimo turno |  |
|  |             |                  |                  |             |             |  |  |              |                  |                  |              |              |  |
|  | 4           | Malek Jaziri     | 5                | 6           | 6           |  |  |              |                  |                  |              |              |  |
|  |             | Denys Molčanov   | 7                | 2           | 4           |  |  | 4            | Malek Jaziri     | Malek Jaziri     | 2            | 1            |  |
|  |             | Evgenij Donskoj  | Evgenij Donskoj  | 3           | 2           |  |  | 5            | Michail Kukuškin | Michail Kukuškin | 6            | 6            |  |
|  | 5           | Michail Kukuškin | Michail Kukuškin | 6           | 6           |  |  |              |                  |                  |              |              |  |